# Малоун, Йосеф
Йо́сеф Ма́лоун (чеш. Josef Maloun; 11 февраля 1905 — 28 апреля 1972) — чехословацкий футболист, игравший на позиции нападающего. Выступал за пражские команды «Либень», «Спарта» и «Метеор».
В составе сборной Чехословакии сыграл 1 матч, забил 1 гол.

## Карьера
Йосеф Малоун начинал футбольную карьеру в клубе «Либень», играл на позиции нападающего. В 1925 году Йосеф сыграл 9 матчей в первом в истории чемпионате Чехословакии. В сезоне 1925/26 он провёл 13 игр в чемпионате за «Либень», а в начале 1926 года перешёл в другой клуб из Праги — в «Спарту».
В составе «Спарты» Малоун выиграл чемпионат в 1927 году. В том же году он был участником первого розыгрыша Кубка Митропы, сыграв четыре матча. В четвертьфинале турнира его команда одолела австрийскую «Адмиру», а в полуфинале венгерскую «Хунгарию». В финальных матчах кубка Малоун участия не принимал. Позже выступал за команды «Метеор» и «Либень». В общей сложности в чемпионате Чехословакии он сыграл 66 матчей и забил 14 голов.
В составе сборной Чехословакии Йосеф провёл один официальный матч, дебютировав 20 марта 1927 года в товарищеской игре против Австрии в Вене. Счет в матче открыли гости — отличился Антонин Пуч на 3-й минуте, а в середине первого тайма Малоун удвоил преимущество. В конце встречи Йозеф Блум сократил отставание, но большего австрийцы добиться не смогли.

## Достижения
«Спарта»
- Чемпион Чехословакии: 1927